# Toyota 88C
Der Toyota 88C war ein Prototyp, der 1988 und 1989 bei Sportwagenrennen zum Einsatz kam.

## Entwicklungsgeschichte und Technik
Der Toyota 88C war das Nachfolgemodell des 87C-L und wurde wie sein Vorgänger bei Dome in Maibara gebaut. Das 1978 gegründete Unternehmen (jap. 株式会社童夢, Kabushiki-gaisha Dōmu, wörtlich: „Kindheitstraum“) war auf den Bau von Rennwagen spezialisiert und entwickelte in den 1980er-Jahren die Prototypen von Toyota.
Der von Syunji Tsuchiya entworfene Rennwagen hatte ein Monocoque aus Kohlenstofffaser, das erheblich schlanker und aerodynamisch günstiger war als jenes des 87C-V. Der Wagen erhielt einen 3,2-Liter-Vierzylinder-Reihenmotor mit Turbolader als neues Triebwerk. Bereits bei den ersten Testfahrten zeigte sich der gegenüber dem bisherigen 2,1-Liter-Motor erhöhte Treibstoffverbrauch. Bis dahin hatte Toyota gegenüber den Jaguar XJR-Prototypen einen Verbrauchsvorteil, der längere Stints (Rennabschnitt zwischen zwei Boxenstopps) möglich machte. Vor dem 24-Stunden-Rennen von Le Mans 1988 bauten die Toyota-Techniker wieder den 2,1-Liter-Motor in den 88C ein, um den geringeren Verbrauch zu nutzen.

## Renngeschichte

### 1988
Der Toyota 88C startete in der All Japan Sports Prototype Championship, der Sportwagen-Weltmeisterschaft und in der IMSA-GTP-Serie. Einsatzteam in der japanischen und Sportwagen-Meisterschaft war TOM’S (Tachi Iowa Motor Sport), das in den 1980er-Jahren die Teilnahmen von Toyota abwickelte. Sein Renndebüt gab der 88C beim 500-km-Rennen von Fuji 1988. Geoff Lees und Masanori Sekiya fuhren den Wagen mit der Nummer 36 an die sechste Stelle der Gesamtwertung. Einen Rang dahinter platzierten sich die Teamkollegen Paolo Barilla und Tiff Needell (Rennsieger Hideki Okada und Stanley Dickens im Porsche 962C).
Saisonhöhepunkt für Toyota war auch 1988 das 24-Stunden-Rennen von Le Mans. Gegen die Konkurrenz von Jaguar und Porsche war der 88C trotz des Stintvorteils chancenlos. Das platzierte Fahrzeug, das Kaoru Hoshino neben Lees und Sekiya als dritter Fahrer fuhr, hatte als Gesamtzwölfter 43 Runden Rückstand auf den siegreichen Jaguar XJR-9 von Jan Lammers, Johnny Dumfries und Andy Wallace.

### 1989
Von den drei gebauten Chassis übernahm 1989 Dan Gurney zwei für sein All American Racing Team. Fahrgestell 87C-007 passten die Eagle-Techniker an das technische Reglement der IMSA-GTP-Serie an. Aus dem Fahrgestell 87C-008 wurde der Eagle HF89. Nach den dritten Rängen beim 3-Stunden-Rennen von West Palm Beach und dem 500-km-Rennen von Watkins Glen war der zweite Gesamtrang beim 2-Stunden-Rennen von San Antonio, herausgefahren von Juan Manuel Fangio II und Drake Olson, die beste Platzierung dieses Rennwagenmodells bei einem Sportwagenrennen.
Zum 24-Stunden-Rennen von Le Mans 1989 meldete TOM’S Fahrgestell 87C-009 für Kaoru Hoshino, Didier Artzet und Keiichi Suzuki. Nach einem Unfall endete der Einsatz bereits nach 20 Runden.